# Chiesa di San Giovanni Battista (Rocchetta di Vara, Suvero)
La chiesa di San Giovanni Battista è un luogo di culto cattolico situato nella frazione di Suvero, nel comune di Rocchetta di Vara in provincia della Spezia. La chiesa è sede della parrocchia omonima del vicariato di Brugnato della diocesi della Spezia-Sarzana-Brugnato.

## Storia e descrizione

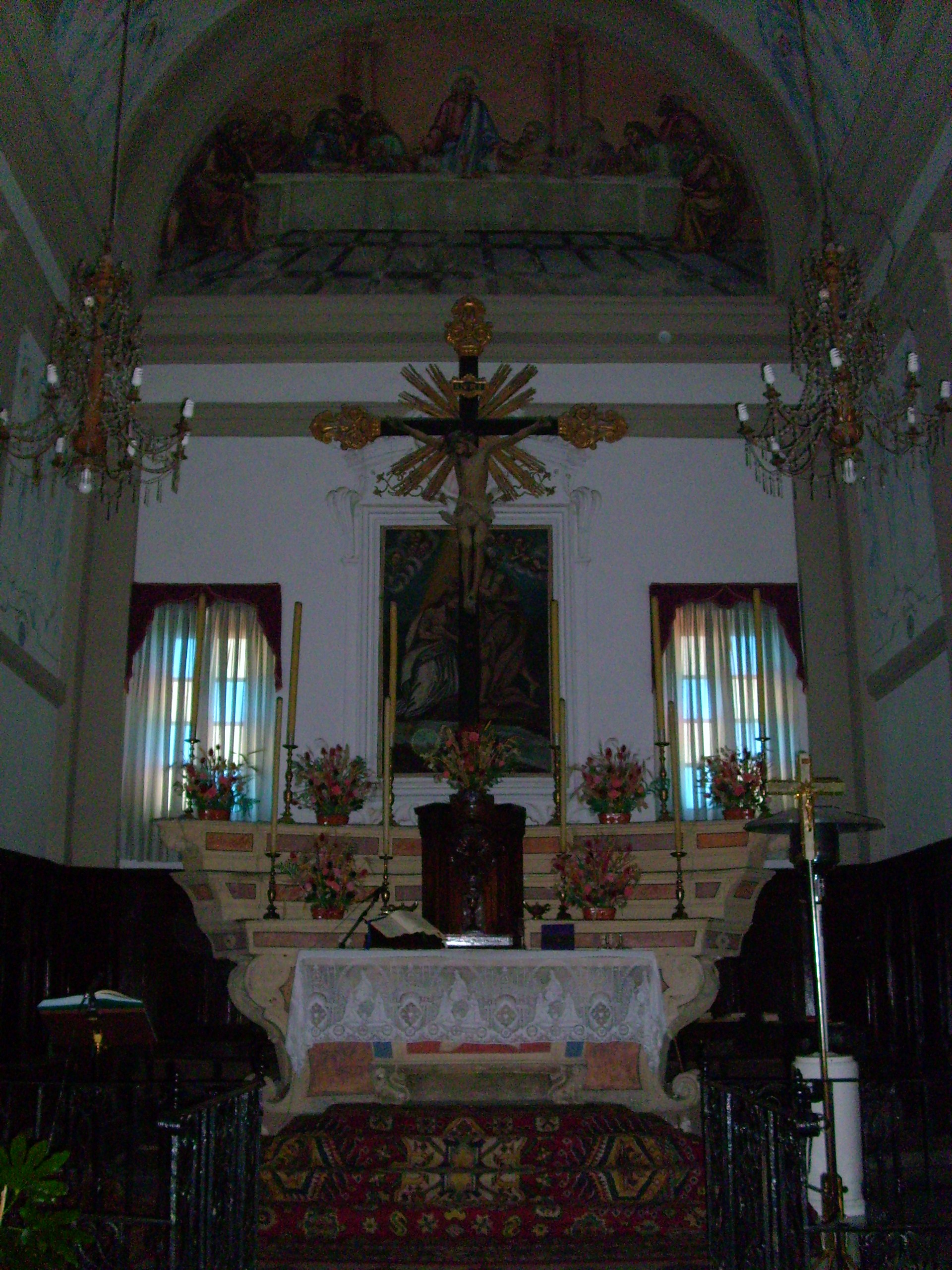
L'altare maggiore

Il borgo di Suvero era in origine una filiale dell’antichissima Rettoria del Santissimo Salvatore in Situla o Setola, oggi scomparsa: si trattava della vecchia chiesa, della quale si conserva il nome, senza tracce visibili di costruzioni, in località Molin Rotato, a valle di Suvero, lungo la strada che conduce nel territorio di Zignago.
Quest’antichissima matrice fu una fondazione degli abati di Brugnato in propria tenuta, perdendo poi gradualmente importanza in età feudale a fronte della costruzione della cappella di San Giovanni Battista all'interno delle mura del castello (l'attuale parrocchiale).
Nell'Estimo delle chiese del vescovato di Brugnato del 1451 le due chiese, vecchia e nuova, coesistevano ancora separatamente. Nel 1518 Situla era ancora rettoria, ma nel 1519 aveva già perduto la sua parrocchialità ed il vescovo di Brugnato Nicolò Mascardi ordinò che fosse ridotta a cappelletta o demolita completamente.
L’attuale chiesa è in pianta a croce greca, sormontata da una cupola; nella cripta un bassorilievo in marmo, raffigurante la Vergine, datato al 1447.
L’arcipretura fu posta sotto la giurisdizione dei vescovi di Massa il 17 dicembre 1853, su istanza di Francesco V, duca di Modena, per far coincidere il confine ecclesiastico con quello civile.
Nell'aprile 1945 vi vennero celebrate le esequie dei partigiani caduti a Borghetto di Vara Ermanno Gindoli, Oronzo Chimenti e Alfredo Oldoini.
L’11 ottobre 1959 fu riaggregata alla diocesi di Brugnato.
Dipendono dalla parrocchia l'Oratorio della Madonna della Neve e l'Oratorio di San Domenico ai Casoni.